# Gieorgij Szczennikow
Gieorgij Michajłowicz Szczennikow (ros. Георгий Михайлович Щенников, ur. 27 kwietnia 1991 w Moskwie) – piłkarz rosyjski grający na pozycji lewego obrońcy. Wychowanek klubu CSKA Moskwa. 
Jego ojcem jest Michaił Szczennikowa, chodziarz, srebrny medalista Igrzysk Olimpijskich w Atlancie.

## Kariera klubowa
Szczennikow urodził się w Moskwie i karierę piłkarską rozpoczął tamże, w klubie w CSKA Moskwa. Po grze w drużynie juniorów w 2008 roku trafił do kadry pierwszego zespołu CSKA. Zadebiutował w nim 6 sierpnia 2008 w wygranym 4:1 meczu Pucharu Rosji z Torpedem Włodzimierz. W lidze rosyjskiej swój debiut zaliczył jednak w 2009 roku. Fakt ten miał miejsce 15 marca 2009 w wygranym 3:0 wyjazdowym meczu z Saturnem Ramienskoje. Po debiucie stał się podstawowym zawodnikiem CSKA, z którym w 2009 roku zdobył Puchar Rosji. W CSKA tworzy linię obrony z Aleksiejem Bieriezuckim, Wasilijem Bieriezuckim i Siergiejem Ignaszewiczem.

## Kariera reprezentacyjna
Szczennikow występował w reprezentacji Rosji U-21, która walczyła o awans do Mistrzostw Europy U-21 2011. W dorosłej reprezentacji zadebiutował 15 sierpnia 2012 w zremisowanym 1:1 towarzyskim meczu z Wybrzeżem Kości Słoniowej.